# Occhio di Falco
Occhio di Falco (in inglese Hawkeye), il cui vero nome è Clinton Francis Barton, o più comunemente Clint Barton, è un personaggio dei fumetti statunitensi pubblicati da Marvel Comics. Creato da Stan Lee (testi) e Don Heck (disegni), la sua prima apparizione avviene in Tales of Suspense (vol. 1) n. 57 (settembre 1964).
Arciere in costume redentosi da un passato criminoso e dotato di un vasto arsenale di frecce della più disparata foggia e dai molteplici utilizzi, Occhio di Falco è uno storico membro dei Vendicatori che, a discapito del carattere sfacciato e talvolta arrogante spesso motivo di battibecchi coi compagni di squadra, dal suo ingresso tra le file del gruppo ha sempre fatto parte di una sua qualche formazione, sia principale che secondaria, capitanando anche i Vendicatori della Costa Ovest e i Thunderbolts.
Nella classifica stilata nel 2011 da IGN, si è posizionato al 44º posto come più grande eroe della storia dei fumetti, dopo Martian Manhunter e prima di Spider Jerusalem.

## Biografia del personaggio

### Origini
Nati a Waverly, Iowa, da Harold e Edith Barton, Clint e suo fratello maggiore Barney crescono in una famiglia disfunzionale segnata dalla figura del padre, un violento macellaio alcolizzato e fallito, propenso a sfogare le sue frustrazioni picchiando selvaggiamente moglie e figli. Una sera, messosi al volante in stato di ebbrezza, il padre muore in un incidente assieme alla moglie, lasciando orfani Barney e Clint, che allora aveva sei anni. I fratelli Barton vengono dunque mandati in un orfanotrofio e successivamente assegnati a varie famiglie affidatarie finché, sei anni dopo, fuggono per unirsi al Circo Carson, dove il giovane Clint viene addestrato dallo Spadaccino e da Trick Shot, divenendo un superbo arciere. Scoperte le attività criminali dello Spadaccino, Clint tenta inutilmente di avvertire le autorità, ma il mentore lo picchia fin quasi a ucciderlo e fugge via. Poco tempo dopo i rapporti tra i fratelli Barton si interrompono bruscamente poiché Barney, rancoroso sia verso il circo sia verso Clint, che è divenuto l'attrazione principale dello spettacolo, decide di andarsene.
Contemporaneamente, Trick Shot convince il giovane a divenire suo complice per arrotondare i guadagni del circo con qualche furto, ma Clint, resosi conto della natura spietata dell'uomo, interrompe i rapporti anche con lui.
Soprannominato "Occhio di Falco" per la sua mira infallibile, diversi anni dopo Clint si unisce al circo di Coney Island: avrà così modo di ammirare Iron Man in azione e, di conseguenza, verrà ispirato a divenire a sua volta un supereroe. Al suo primo tentativo di impedire una rapina, tuttavia, per una serie di fraintendimenti ne verrà considerato il colpevole e sarà perciò costretto alla latitanza.
Nel corso della sua fuga conosce l'affascinante Natasha Romanoff, alias la Vedova Nera, una spia del KGB: Clint s'innamora di lei tanto ciecamente da diventare il suo fedele complice nei complotti contro Iron Man, l'eroe che lo aveva ispirato. Col tempo anche la donna, inizialmente fredda, comincia a ricambiare i suoi sentimenti, arrivando a prendere in considerazione l'opportunità di defezionare dall'Unione Sovietica; quando però essa rimane gravemente ferita e i suoi superiori la fanno sparire, Occhio di Falco rimane profondamente scosso e decide di ravvedersi.

### Vendicatori
Dopo aver soccorso Edwin Jarvis e sua madre dall'aggressione di un borseggiatore, Occhio di Falco viene invitato ad unirsi alla nuova formazione dei Vendicatori, guidata da Capitan America. Col tempo, nonostante la sua natura ribelle e anti-autoritaria stridesse con la ferrea disciplina impostagli da Cap, Clint instaura con lui un profondo rapporto di amicizia e rispetto reciproco, tanto che, come molti altri eroi, anche l'irruente arciere inizia a considerare l'eroe a stelle e strisce un punto di riferimento e d'ispirazione.
Valido membro del gruppo in numerose missioni, Clint conquista rapidamente la fiducia e la stima dei compagni, riuscendo anche a chiudere definitivamente i conti con l'ex-mentore Spadaccino. Nel momento in cui il suo arco si rompe durante una battaglia cruciale però, preoccupato che possa capitare nuovamente in futuro, Clint decide di cambiare costume iniziando a servirsi delle "Particelle Pym" per vestire i panni di secondo Golia (identità precedentemente appartenuta a Hank Pym). Riavvicinato diverso tempo dopo dal fratello Barney, nel frattempo divenuto agente dell'FBI, Golia viene persuaso a prendere parte in una missione segreta contro Testa d'Uovo, il Pensatore Pazzo e il Burattinaio. Nella conseguente battaglia però, Barney rimane ucciso. Conclusa la Guerra Kree-Skrull, Clint riassume l'identità di Occhio di Falco e lascia la squadra in preda al risentimento in quanto Scarlet, di cui era innamorato, inizia una relazione con Visione.
Lanciatosi in una carriera da eroe solitario, Occhio di Falco collabora nuovamente con la Vedova Nera e col suo nuovo partner, Devil, nonché con l'incredibile Hulk, prima di unirsi brevemente ai Difensori e poi tornare tra le file dei Vendicatori in occasione del matrimonio tra Visione e Scarlet, che rimane la sua migliore amica. Quando "Gli eroi più potenti della Terra" iniziano misteriosamente a scomparire a opera del Collezionista e degli Anziani dell'Universo, Occhio di Falco si riunisce ufficialmente ai Vendicatori per contrastare la minaccia ma, in seguito, il collegamento governativo del supergruppo, Henry Peter Gyrich, al fine di istituire una versione più "politicamente corretta" dei Vendicatori, espelle l'arciere in favore di Falcon; cosa che lo spinge a farsi assumere dalla Cross Technological Enterprises in qualità di capo della sicurezza.

### Mimo e Vendicatori della Costa Ovest
Quando l'ex-agente dello S.H.I.E.L.D., Mimo, si infiltra nella Cross, Occhio di Falco la intercetta e l'affronta come da sua compito ma, in seguito, scopre che la donna ha seguito una pista per rintracciare il supercriminale Crossfire, il quale si sta servendo della società per produrre armi a ultrasuoni. Pur non andando d'accordo, Occhio di Falco e Mimo si vedono costretti dalle circostanze a cooperare per ostacolare i piani dell'uomo finendo per innamorarsi e sposarsi sulle Pocono Mountains a missione compiuta. Le conseguenze di un'onda sonica ravvicinata durante lo scontro con Crossfire tuttavia, lasciano Clint privo dell'80% dell'udito, costringendolo a servirsi di un apparecchio acustico. Poco tempo dopo, su richiesta di Visione, lui e la moglie si stabiliscono a Los Angeles e fondano i Vendicatori della Costa Ovest, di cui diviene il leader.
Durante una delle missioni del gruppo, Phantom Rider rapisce, droga e stupra Mimo la quale, ripresasi, si vendica scaraventando il criminale giù da un burrone senza pietà. Saputo della cosa Clint, contrariato, condanna aspramente il gesto compiuto dalla moglie generando un attrito tale da portarla successivamente ad abbandonare sia lui che la squadra. I due divorziano poco dopo.
Contemporaneamente l'arciere viene avvicinato dall'ex-maestro Trick Shot che lo sfida a un duello all'ultimo sangue in quanto desideroso di morire in battaglia piuttosto che farsi consumare dal cancro diagnosticatogli. Anziché ucciderlo, tuttavia, Clint si offre di trovare all'uomo cure mediche appropriate riuscendo a salvargli la vita e a portarlo dalla parte del bene. Tempo dopo, lui e la moglie si riconciliano prendendo anche in considerazione l'idea di avere un bambino ma, al termine di una missione dei Vendicatori della Costa Ovest nel regno di Mefisto, Bobbi sacrifica la propria vita per salvarlo da una palla di fuoco scagliatagli dall'essere. Distrutto dal dolore, Clint lascia il gruppo portando alla sua consequenziale dissoluzione e si ritira in solitudine tra le Montagne Rocciose Canadesi vivendo da eremita.
Riunitosi ai Vendicatori in occasione della battaglia contro Onslaught Occhio di Falco, come molti altri eroi, viene ucciso e resuscitato dal semi-onnipotente Franklin Richards nell'universo tascabile di sua creazione. Tempo dopo, fatto ritorno al suo universo d'origine assieme ai compagni, scopre che il suo udito è stato ripristinato poiché nel resuscitare gli eroi, Franklin si era basato sulla loro immagine così come li ricordava meglio. Successivamente, convinto che tutti meritino una seconda chance, Occhio di Falco assume il comando della prima generazione di Thunderbolts aiutandoli a redimersi dal loro passato criminale.

### Morte e House of M
Tornato tra le file dei Vendicatori, Occhio di Falco instaura una breve relazione con la compagna di squadra Wasp (Janet van Dyne); in seguito però Scarlet perde il controllo dei suoi poteri iniziando ad alterare involontariamente la trama della realtà, evocando un'armata di Kree al centro di New York e dando origine ad una battaglia nel corso della quale l'arciere rimane ucciso.
Con la riscrittura della realtà operata da Scarlet, Clint viene resuscitato come membro della gang di Luke Cage: i "Sapiens" ma, nel momento in cui la giovane mutante Layla Miller restituisce a lui e a diversi altri eroi i ricordi delle loro vite precedenti, sconvolto e disgustato dalle azioni dell'amica, si reca a Genosha e l'affronta a viso aperto nella speranza di avere risposte sul perché lo avesse ucciso nonché di convincerla a "rimettere a posto il mondo", la ragazza però, ormai ridotta alla follia, lo cancella nuovamente dal creato.
Ripristinata la realtà originaria, Clint viene resuscitato per la seconda volta e sparisce nel nulla lasciando tra le rovine della vecchia base dei Vendicatori la sua divisa e un giornale con la notizia della sua morte trafitto con delle frecce.

### Ronin
Tenendo segreto a tutti del suo ritorno dalla morte, Clint si reca prima dal Dottor Strange per riflettere sulla sua nuova vita e, successivamente, sul Monte Wundagore in cerca di Scarlet, che ritrova completamente priva di memoria e poteri decidendo di lasciarla alla nuova vita tranquilla che si è costruita. Ritornato negli Stati Uniti in seguito alla guerra civile dei superumani, scopre della morte di Capitan America e si presenta a Tony Stark, il quale gli chiede, data la sua abilità di tiratore che lo rende tra i pochissimi capaci di lanciare lo scudo di Capitan America come il suddetto, di vestirne i panni per far rispettare l'atto di registrazione superumana. Inizialmente persuaso, dopo uno scontro verbale con Kate Bishop, Clint capisce di star disonorando la memoria dell'amico e rifiuta l'offerta; colpito dalla ragazza, l'arciere l'avvicina una seconda volta per cederle ufficialmente il ruolo di Occhio di Falco.
Ricontattato il Dottor Strange, Clint si unisce ai Nuovi Vendicatori aiutandoli nella missione di salvataggio di Maya Lopez (Echo) in Giappone e assumendo l'identità di "Ronin" col consenso della stessa Echo, precedente detentrice di tale nome.
Nel corso dell'invasione segreta degli Skrull, Ronin si reca nella Terra Selvaggia assieme ai Nuovi Vendicatori per ispezionare un'astronave precipitatavi e ritrovata dalla Donna Ragno, all'interno della quale vengono rinvenuti decine di supereroi rapiti dagli alieni nel corso degli anni e tenuti in animazione sospesa; tra di essi Clint ritrova l'ex-moglie Bobbi che però si rivela essere solo l'ennesimo impostore Skrull. Furibondo, l'arciere giura vendetta verso gli alieni mutaforma ma, terminata la battaglia e liberati tutti i supereroi vittime del rapimento skrull, scopre che la donna è stata realmente loro prigioniera per tutti gli anni in cui egli ha creduto fosse morta. Riabbracciatisi, Bobbi e Clint riallacciano la loro relazione pur decidendo di rimanere divorziati.

### Dark Reign
Assieme, Mimo e Ronin fondano un'agenzia di spionaggio anti-terroristica: la World Counter-terrorism Agency (W.C.A.); contemporaneamente Norman Osborn assume il controllo dello S.H.I.E.L.D. e lo smantella fondando l'H.A.M.M.E.R., azione a seguito della quale assembla una sua squadra di Vendicatori costituita da supercriminali incalliti che si spacciano per: Occhio di Falco (Bullseye), Ms. Marvel (Moonstone), Wolverine (Daken) e l'Uomo Ragno (Venom). Saputo della cosa, Clint rimane tanto disgustato da presentarsi a un telegiornale smascherato per dichiarare guerra in mondovisione a Osborn e alla sua squadra.
Successivamente eletto leader dei Nuovi Vendicatori, Ronin scopre l'alleanza tra l'ex-Goblin e il nuovo zar del crimine, Hood, arrivando alla decisione che il solo modo per porre fine al regno oscuro di Osborn sia ucciderlo. Nonostante i suoi compagni si oppongano a tale proposta, Clint decide comunque di assaltare la base degli Oscuri Vendicatori riuscendo a sconfiggerli ma non a uccidere il loro leader che, dunque, lo fa arrestare da Ares, imprigionare su un elivelivolo H.A.M.M.E.R. e torturare da Mentallo.
Dopo essere stato soccorso e liberato dal resto dei Nuovi Vendicatori, Clint si scusa con loro ammettendo di aver perso il controllo agendo impulsivamente. In seguito al ritorno di Capitan America dal limbo temporale dove era rimasto intrappolato a seguito della sua presunta morte tutti i Vendicatori, Clint incluso, si riuniscono sotto il comando dell'eroe stellato per affrontare e sconfiggere definitivamente gli uomini di Osborn nel corso dell'assedio di Asgard.

### Età degli eroi
Con la fine del regno oscuro e la formazione di una nuova squadra di Vendicatori, Clint torna a vestire i panni di Occhio di Falco, incoraggiando però anche Kate Bishop a mantenere tale identità. Poco tempo dopo, i costanti attriti tra lui e l'ex-moglie rendono evidente come la loro relazione sia irrecuperabile, cosa che porta l'infallibile arciere a lasciare per un breve periodo la W.C.A..
Occhio di Falco, Mimo e la Vedova Nera, affronta poi il misterioso terzo Ronin (che si rivela essere l'ex-marito di Natasha: Alexei Shostakov) e, nel corso della battaglia finale, l'uomo riporta una violenta ferita alla testa che in seguito gli provoca una progressiva perdita della vista; irreversibile degenerazione che tenta di rallentare con degli occhiali speciali procuratigli da Iron Man. Contemporaneamente il suo vecchio mentore Trick Shot, morente per la riemersione del cancro che lo aveva afflitto in passato, si reca alla Torre dei Vendicatori per informare il pupillo di essere stato ingannato dal Barone Zemo con la promessa di curarlo a patto che addestrasse un altro arciere dotato della stessa maestria del precedente pupillo. Dopo che Trick Shot muore tra le braccia di Clint, il suddetto arciere si presenta rivelando di essere il redivivo Barney Barton, ora noto come "Trickshot".
Il successivo scontro tra i fratelli Barton vede Clint vincitore sebbene completamente cieco, motivo per il quale Barney, desideroso di una futura rivalsa, si offre di fargli un trapianto di midollo osseo restituendogli la vista.
Terminato il periodo della paura, Clint inizia a indossare un nuovo costume, accetta di diventare un insegnante nella neo-fondata Accademia dei Vendicatori e diviene il leader dei Vendicatori Segreti; posizione che mantiene fino alla fine della guerra tra Vendicatori e X-Men, dopodiché si trasferisce a Brooklyn e avvia un'agenzia investigativa privata.

### Civil War II
Dopo aver vissuto varie avventure a fianco di Kate Bishop, Clint fu avvicinato da Bruce Banner/Hulk che non si trasformava più da quasi un anno.
Bruce gli diede una freccia fatta per ucciderlo se avesse dato qualche segno che si stava trasformando di nuovo in Hulk.
Mesi dopo, quando il veggente inumano Ulysses Cain ebbe una visione di Hulk che massacrava vari supereroi, una squadra andò al laboratorio segreto di Banner.
La Bestia rivelò che Banner stava facendo esperimenti su se stesso con cellule gamma morte. Vedendo il suo crescente livello di rabbia e frustrazione, Clint, nascosto tra i cespugli, scagliò la freccia e uccise Banner.
A causa di ciò fu processato per omicidio e alla fine fu assolto, ma afflitto dal senso di colpa, decise di lasciarsi New York alle spalle e attraversare il paese in un viaggio di penitenza.

## Poteri e abilità
Occhio di Falco non possiede superpoteri di nessun tipo, tuttavia è un atleta eccellente dotato di capacità fisiche al vertice della condizione umana e un'agilità straordinaria che ne fa un ottimo trapezista. Abilissimo stratega capace di sfruttare sempre il terreno su cui combatte a suo vantaggio, dopo essersi unito ai Vendicatori Clint ha affinato le sue già grandi competenze nel combattimento corpo a corpo venendo addestrato da Capitan America in persona. La principale abilità del personaggio è tuttavia l'essere dotato di una mira assolutamente infallibile che, unita alla sua eccezionale prontezza di riflessi, lo rende il più grande arciere dell'Universo Marvel capace di "trasformare qualsiasi oggetto in un'arma": nelle sue mani anche piatti, monete, bastoni e altri strumenti all'apparenza innocui, divengono dardi potenzialmente mortali da scagliare contro i nemici.
Come si evince dal fatto che solo in pochi possano imbracciare l'arco speciale del supereroe in quanto, per scoccare una freccia, richiede l'applicazione di 250 lbf (1.100 N), la forza fisica di Occhio di Falco è notevole, mentre le sue capacità coordinative sono tali da renderlo uno delle pochissime persone capaci di lanciare lo scudo di Capitan America.
Grazie agli insegnamenti ricevuti dallo Spadaccino in gioventù, Clint è uno schermitore molto esperto e competente inoltre nell'uso di qualsiasi arma da taglio o da lancio; nei panni di Ronin, dimostra infatti di sapersi servire anche di armi come katane, nunchaku e shuriken.
Oltre a quelle normali, all'interno della sua faretra Occhio di Falco dispone di frecce della più variegata fattura, ad esempio esplosive, a gas o contenenti acido. Il suo mezzo di trasporto abituale è la "Sky-Cycle", una sorta di motoslitta dotata di dispositivo antigravitazionale.

## Altre versioni

### Vendicatori/JLA
Nel crossover Vendicatori/JLA Clint Barton mette alla prova la sua infallibile mira (e la sua "bocca larga") col supereroe contestatore Freccia Verde.
Infatuatosi di Black Canary (Dinah Lance), Clint diviene il primo personaggio Marvel Comics ad unirsi alla Justice League.

### L'era di Apocalisse
Nella saga L'era di Apocalisse, Clint Barton è un membro del Grande Consiglio Umano.

### Marvel Zombi
In Marvel Zombi Occhio di Falco è uno dei primi eroi a divenire uno zombie venendo poi decapitato da Magneto con lo scudo del Colonnello America. 40 anni dopo, la sua testa, ancora viva, viene ritrovata dal nipote di T'Challa e dotata di un corpo robotico costruito da Forge. Ormai quasi pazzo, Clint lotta al fianco degli ultimi superstiti umani, trovando la morte per mano dello zombieficato Hulk, che lo schiaccia sul muro.

### MC2
Nel futuro alternativo di MC2, Clint, divenuto cieco, ha abbandonato i panni di Occhio di Falco dedicandosi all'attività di addestratore della nuova generazione di eroi.

### Ultimate
Nell'universo Ultimate Clint Barton è un ex-capitano U.S. Army con alle spalle una condanna per omicidio; divenuto un superumano dopo essersi sottoposto a un intervento che gli ha conferito 400.000.000 di bastoncelli (contro i 150.000.000 di un uomo normale) e muscoli ottici potenziati grazie ai quali la sua capacità visiva è amplificata fin quasi ai raggi X, viene fatto rilasciare da Nick Fury e reclutato nello S.H.I.E.L.D. col nome in codice di "Occhio di Falco" per via della sua mira infallibile. Uomo taciturno con una predilezione per l'uso di arco e frecce, dimostra comunque di non disdegnare l'uso delle armi da fuoco e, col tempo, diviene braccio destro e grande amico sia di Fury che di Natasha Romanova, sua partner in diverse missioni nel corso degli anni. Dopo essere entrato negli Ultimates gli viene "scritto" un background fittizio come ex-campione olimpico di tiro con l'arco. Sposatosi con una donna di nome Laura, Clint ha da lei tre figli: Callum, Lewis e Nicole i quali vengono assassinati durante l'attacco dei Liberatori a New York dalla Vedova Nera, che si rivela una doppiogiochista. Furioso, al termine della battaglia, Clint rintraccia la donna, rifugiatasi in una clinica per ristabilirsi, e la uccide crocifiggendola al muro con delle frecce.
Rimasto con gli Ultimates, Occhio di Falco inizia a indossare un nuovo costume nero con maschera intera e, psicologicamente devastato dalla perdita subita, diviene incapace di instaurare rapporti umani e tanto avventato in battaglia da rendere evidente che desideri la morte. Tale atteggiamento da "kamikaze" porta Wasp a sostenere che Clint Barton sia morto con la sua famiglia e che ora rimane solo Occhio di Falco.

### Vecchio Logan
Nel futuro alternativo di Vecchio Logan, in cui i supercriminali hanno preso il controllo degli Stati Uniti uccidendo la maggioranza dei supereroi, Clint Barton (divenuto cieco a causa di un glaucoma ma comunque in grado di usare arco e katana) assume Logan (ritiratosi a vita privata a seguito di un trauma) per farsi accompagnare dall'altra costa della nazione e consegnare una misteriosa valigetta che, giunti a destinazione, si scopre contenere novantanove campioni di siero del supersoldato, prodotti allo scopo di creare una nuova generazione di Vendicatori che rovescino l'attuale governo, come pagamento per il trasporto, Clint chiede al suo contatto di subire a sua volta l'iniezione del siero, ma questi si rivela una spia del Presidente degli Stati Uniti, il Teschio Rosso, e uccide senza pietà l'anziano arciere.

### What If?
In uno scenario autoconclusivo della serie fuori continuity What If?, che ipotizza cosa sarebbe successo se Occhio di Falco fosse riuscito a assassinare Osborn, Victoria Hand assume il comando dell'H.A.M.M.E.R. e il governo si rivolta contro i supereroi, che decidono di consegnare Clint alle autorità affinché paghi per il suo crimine ma l'arciere viene assassinato casualmente da un uomo con disturbi psichici.

## Altri media

### Marvel Cinematic Universe
Nel franchise del Marvel Cinematic Universe (MCU), Clint Barton / Occhio di Falco è interpretato da Jeremy Renner. Tale versione del personaggio, pur mantenendo il carattere ironico della classica, è visibilmente ispirata alla controparte Ultimate: è un agente S.H.I.E.L.D., legato alla sua compagna Natasha Romanoff da una profonda amicizia, non è sordo all'ottanta per cento (almeno fino alla miniserie televisiva Hawkeye), meno insolente e felicemente sposato con Laura (Linda Cardellini) e padre di tre figli: Cooper, Lila e Nathaniel Pietro. È uno dei protagonisti della Saga dell'Infinito insieme ad Iron Man, Captain America, Thor, Hulk e la Vedova Nera.
- In Thor (2011) ha un cameo mentre, sotto l'ordine di Phil Coulson, tiene sotto tiro il protagonista quando questi cerca di far irruzione nella base S.H.I.E.L.D. in Nuovo Messico per recuperare Mjolnir[99].
- In The Avengers (2012) rimane per gran parte del film sotto il controllo di Loki e poi, grazie alla sua compagna Natasha Romanoff, ritorna in sé e si unisce a Iron Man, Thor, la Vedova Nera, Hulk e Captain America per affrontare Loki e il suo esercito dei Chitauri[101].
- In Avengers: Age of Ultron (2015) assieme al resto degli Avengers, Occhio di Falco affronta la minaccia di Ultron, un'intelligenza artificiale intenzionata a estinguere la razza umana. Durante la battaglia finale a Sokovia riesce a spronare Wanda Maximoff a combattere e sviluppa una certa rivalità col fratello di lei, Pietro che alla fine si sacrifica per salvargli la vita. Debellato il pericolo decide di lasciare il gruppo per dedicarsi alla sua famiglia.
- In Captain America: Civil War (2016)[102] Clint si schiera con la fazione di Capitan America venendo arrestato a seguito dello scontro tra Avengers e rinchiuso nel carcere per superumani denominato Raft, da cui successivamente evade grazie a Cap.
  - Clint non appare nel film Avengers: Infinity War (2018) ma viene spiegato che ha scelto di stare agli arresti domiciliari per rimanere con la sua famiglia.
- In Avengers: Endgame (2019), Clint perde la sua famiglia a causa dello schiocco di Thanos, e il dolore e la rabbia lo spingono a diventare lo spietato vigilante Ronin, fino a quando, cinque anni dopo, non viene raggiunto da Natasha Romanoff, che lo recluta per un'ultima missione nel tentativo di fermare Thanos. Quando i vari Avengers si recano indietro nel tempo per recuperare le Gemme dell'infinito e annullare le azioni di Thanos, Clint e Natasha si recano su Vormir nel 2014 per recuperare la Gemma dell'Anima. Entrambi sono disposti a sacrificarsi per far sì che l'altro ottenga la gemma e Clint è quasi in procinto di immolarsi quando Natasha lo ferma sacrificandosi al posto suo, sotto gli occhi disperati del supereroe arciere. Quando il Thanos del 2014 con l'Ordine Nero e il suo intero esercito attaccano la base degli Avengers nel presente Clint fa di tutto per tenere le Gemme lontane, e finalmente lui e tutti i suoi compagni risorti grazie allo schiocco di Hulk riescono a vincere. Dopo la sconfitta definitiva del Titano Pazzo può tornare con la sua famiglia.
  - Pur non apparendo, Clint è menzionato nel film Black Widow (2021), e la sua voce è udibile in un flashback in cui lui e Natasha uccidono apparentemente il capo della Stanza Rossa, Dreykov. Nella scena dopo i titoli di coda, la Contessa Valentina Allegra de Fontaine mostra a Yelena Belova una foto di Clint, assegnandolo come suo nuovo bersaglio e dichiarandole che egli sarebbe il responsabile della morte di Natasha.
- Clint è il protagonista della miniserie televisiva Hawkeye (2021), serie ambientata un anno dopo gli eventi del film Avengers: Endgame. Ancora in lutto per la morte di Natasha, Barton deve collaborare con Kate Bishop, sua grande fan, per fermare i piani della Mafia in tuta, guidata da Maya Lopez e a sua volta dal potente signore del crimine Wilson Fisk, oltre ad essere preso di mira da Yelena Belova, la sorella di Natasha, il tutto per tornare entro Natale dalla sua famiglia.

### Televisione
- La prima apparizione animata di Occhio di Falco avviene nel 1966 in un episodio della serie a cartoni animati The Marvel Super Heroes.
- Occhio di Falco è uno dei personaggi principali della serie animata Iron Man.
- Il personaggio compare brevemente in un episodio della serie animata I Fantastici Quattro.
- Nella serie animata I Vendicatori, Occhio di Falco è uno dei personaggi principali.
- Occhio di Falco appare nella serie animata Super Hero Squad Show.
- Nella serie animata Avengers - I più potenti eroi della Terra, Occhio di Falco è uno dei personaggi principali[103].
- Occhio di Falco compare nella serie animata Iron Man: Armored Adventures.
- Il personaggio compare in tre episodi della serie animata Ultimate Spider-Man.
- Occhio di Falco è uno dei protagonisti della serie animata Avengers Assemble.
- Il personaggio compare nell'anime Disk Wars: Avengers.
- Jeremy Renner riprende il ruolo di Occhio di Falco, doppiandolo nella serie animata del MCU What If...?, che mostra linee temporali alternative ai film.

### Animazione
- Occhio di Falco compare nell'anime Iron Man: Rise of Technovore[104]
- Il personaggio compare brevemente nel film d'animazione direct-to-video Avengers Confidential: La Vedova Nera & Punisher.[105]

### Videogiochi
- Occhio di Falco appare come personaggio giocabile in Spider-Man: The Video Game.
- Occhio di Falco appare come personaggio giocabile in Captain America and The Avengers.
- Occhio di Falco appare come personaggio giocabile in Marvel: La Grande Alleanza (versione per PSP)[106].
- Occhio di Falco appare come personaggio giocabile in Ultimate Marvel vs. Capcom 3.
- Occhio di Falco appare come personaggio giocabile in Marvel Super Hero Squad Online.
- Occhio di Falco appare come personaggio giocabile in Marvel: Avengers Alliance.
- Occhio di Falco appare come personaggio giocabile in Marvel Avengers: Battle for Earth.
- Occhio di Falco appare come personaggio giocabile in Marvel Rivals.